# Lomekwi
Lomekwi 3 és un jaciment arqueològic de Kenya, on s'han trobat eines de pedra que daten de fa 3,3 milions d'anys, les més antigues descobertes fins ara.

## Descobriment
Al juliol de 2011, un equip d'arqueòlegs dirigit per Sonia Harmand i Jason Lewis, de la Universitat de Stony Brook, dels Estats Units, es dirigia a un indret de la rodalia del llac Turkana, prop d'on ja s'havien trobat els fòssils del Kenyantrop. Aviat hi aparegueren alguns artefactes de pedra, i anomenaren el jaciment Lomekwi 3. Un any després tornaren al lloc per realitzar-ne una excavació completa. Harmand en presentà les troballes en la reunió anual de la Societat de Paleoantropologia el 14 d'abril de 2015 i en publicà l'anunci complet i els resultats en la portada de Nature el 21 de maig de 2015.

## Artefactes
Al voltant de 20 artefactes ben conservats s'han desenterrat de Lomekwi 3, inclosos encluses, nuclis i ascles. Se'n trobaren 130 artefactes més en la superfície. En un cas, l'equip de Harmand pogué fer coincidir una ascla amb el seu respectiu nucli, cosa que suggereix que s'havia fet i descartat l'eina en el lloc. Les eines eren prou grans, més que les de pedra més antigues recuperades al jaciment de Gona, de la zona d'Àfar, a Etiòpia, al 1992. Segons Harmand, semblava que havien seleccionat deliberadament blocs grans i pesats de pedra forta. L'anàlisi en suggeria que els nuclis s'havien girat a mesura que s'escamaven les ascles. El propòsit de les eines de Lomekwi 3 no és clar, perquè els ossos dels animals que apareixen al jaciment no mostren cap signe d'activitat homínida.
Segons la posició estratigràfica dels artefactes enterrats (en sediments no pertorbats) en relació amb dues capes de cendres volcàniques i reversions magnètiques conegudes, Harmand i el seu equip daten les eines fa 3,3 milions d'anys. Per tant, les troballes a Lomekwi representen les eines de pedra més antigues trobades de moment, anteriors a les de Gona en 700.000 anys. La data també és anterior al fòssil més antic del gènere Homo en 500.000 anys. Abans, s'havia suggerit la utilització d'eines de pedra per part d'Australopithecus deyiremeda per algunes marques en ossos d'animals, però aquestes troballes han estat molt debatudes, sense que s'hi haja arribat a un consens científic.

## Lomekwyaià
Harmand va dir que els artefactes de Lomekwi 3 no encaixen en la tradició de fabricació d'eines de l'olduvaià i haurien de considerar-se d'una tradició diferent, que ella denominà lomekwyaiana. S'ha formulat la hipòtesi que la fabricació d'eines pot haver ajudat a l'evolució d'Homo a un gènere diferent. No és clar, però, si les eines del Lomekwyaià n'estan relacionades amb les fetes per les espècies Homo o si és possible que la tecnologia s'haja oblidat i després redescobert.
Alguns investigadors independents que han vist les eines generalment recolzen les conclusions de Harmand. L'antropòloga Alison S. Brooks, de la Universitat George Washington, afirmà que les eines "no podrien haver estat creades per forces naturals... l'evidència de cites és bastant sòlida". Rick Potts, director del Programa d'Orígens Humans de l'Institut Smithsonià, explicà que les eines representen un estil més primitiu que les conegudes fetes per humans, però una mica més sofisticat que les que fan els ximpanzés moderns. "No hi ha dubte que hi ha un propòsit" en la fabricació de tals eines, comenta. El paleoantropòleg Zeresenay Alemseged, responsable de la recerca anterior que suggereix que l'Australopithecus havia fet eines, també recolza les conclusions de Harmand.